# سيكوبا كوناتي
سيكوبا كوناتي (بالفرنسية: Sékouba Konaté)‏ (و. 1964 – م) هو سياسي من غينيا ولد في كوناكري.
ويحمل رتبة عسكرية عميد .